# Municipio de Red Fork
El municipio de Red Fork (en inglés: Red Fork Township) es un municipio ubicado en el condado de Desha en el estado estadounidense de Arkansas. En el año 2010 tenía una población de 793 habitantes y una densidad poblacional de 2,1 personas por km².

## Geografía
El municipio de Red Fork se encuentra ubicado en las coordenadas 33°53′34″N 91°15′24″O / 33.89278, -91.25667. Según la Oficina del Censo de los Estados Unidos, el municipio tiene una superficie total de 378.32 km², de la cual 361,91 km² corresponden a tierra firme y (4,34 %) 16,41 km² es agua.

## Demografía
Según el censo de 2010, había 793 personas residiendo en el municipio de Red Fork. La densidad de población era de 2,1 hab./km². De los 793 habitantes, el municipio de Red Fork estaba compuesto por el 76,92 % blancos, el 18,41 % eran afroamericanos, el 0,25 % eran amerindios, el 0,25 % eran isleños del Pacífico, el 3,15 % eran de otras razas y el 1,01 % eran de una mezcla de razas. Del total de la población el 4,04 % eran hispanos o latinos de cualquier raza.